# Stéphane Rochon
Stéphane Rochon (* 15. März 1974 in Laval, Québec) ist ein ehemaliger kanadischer Freestyle-Skier. Er war auf die Buckelpisten-Disziplinen Moguls und Dual Moguls spezialisiert. Rochon gewann zwei Medaillen bei Weltmeisterschaften in der Disziplin Moguls und neun Rennen im Weltcup.

## Biografie
Der aus dem Großraum Montréal stammende Rochon gab am 9. Januar 1993 in Blackcomb sein Debüt im Freestyle-Skiing-Weltcup. Bereits drei Wochen später fuhr er als Dritter in Le Relais erstmals auf das Podest. In den folgenden Saisonen etablierte er sich in der erweiterten Weltspitze und nahm 1995 in La Clusaz erstmals an Weltmeisterschaften teil. Drei Jahre nach seinem Debüt feierte er in Breckenridge seinen ersten Weltcupsieg. Mit zwei weiteren Siegen am Mont Tremblant und am Hundfjället klassierte er sich auf Rang vier der Disziplinenwertung, in der neuen Disziplin Dual Moguls (Parallelbuckelpiste) wurde er Gesamtzweiter.
Nach durchwachsenem Saisonstart gewann Rochon bei den Weltmeisterschaften 1997 bei Nagano hinter seinem Teamkollegen Jean-Luc Brassard die Silbermedaille. Als Sechster im Gesamtweltcup und Zweiter der Moguls-Disziplinenwertung gelang ihm jeweils ein Karrierehoch. Bei seinen ersten Olympischen Spielen belegte er Platz acht. In den folgenden beiden Wintern gewann er insgesamt drei Weltcups auf den Dual Moguls, bei den Weltmeisterschaften in Meiringen-Hasliberg verpasste er die Medaillenränge als Vierter in beiden Disziplinen denkbar knapp. Nach konstanten Weltcup-Leistungen gewann er bei den Weltmeisterschaften 2001 in Whistler die Bronzemedaille in der Single-Disziplin. Im Rahmen der Olympischen Spiele von Salt Lake City kam er nicht über Rang 15 hinaus, schloss die Saison 2001/02 aber erstmals als einer der drei besten in beiden Disziplinen ab.
Nach den Rängen sieben und fünf bei den Weltmeisterschaften in Deer Valley beendete er im März 2003 in Voss mit seinem neunten und letzten Weltcupsieg seine Karriere.

## Erfolge

### Olympische Spiele
- Nagano 1998: 8. Moguls
- Salt Lake City 2002: 15. Moguls

### Weltmeisterschaften
- La Clusaz 1995: 8. Moguls
- Nagano 1997: 2. Moguls
- Meiringen-Hasliberg 1999: 4. Moguls, 4. Dual Moguls
- Whistler 2001: 3. Moguls, 9. Dual Moguls
- Deer Valley 2003: 5. Dual Moguls, 7. Moguls

### Weltcupwertungen
| Saison  | Gesamt | Gesamt | Moguls | Moguls | Dual Moguls | Dual Moguls |
| Saison  | Platz  | Punkte | Platz  | Punkte | Platz       | Punkte      |
| ------- | ------ | ------ | ------ | ------ | ----------- | ----------- |
| 1992/93 | 77.    | 24     | 27.    | 220    | –           | –           |
| 1993/94 | 46.    | 49     | 13.    | 392    | –           | –           |
| 1994/95 | 22.    | 77     | 7.     | 536    | –           | –           |
| 1995/96 | 11.    | 88     | 4.     | 704    | 2.          | 192         |
| 1996/97 | 6.     | 94     | 2.     | 468    | 15.         | 188         |
| 1997/98 | 17.    | 79     | 5.     | 472    | 5.          | 284         |
| 1998/99 | 15.    | 70     | 6.     | 280    | 2.          | 240         |
| 1999/00 | 19.    | 67     | 10.    | 336    | 2.          | 357         |
| 2000/01 | 12.    | 78     | 6.     | 392    | –           | –           |
| 2001/02 | 6.     | 85     | 2.     | 508    | 3.          | 188         |
| 2002/03 | 13.    | 79     | 6.     | 552    | 2.          | 260         |

### Weltcupsiege
Rochon errang im Weltcup 30 Podestplätze, davon 9 Siege:
| Datum             | Ort            | Land     | Disziplin   |
| ----------------- | -------------- | -------- | ----------- |
| 19. Januar 1996   | Breckenridge   | USA      | Moguls      |
| 27. Januar 1996   | Mont Tremblant | Kanada   | Moguls      |
| 6. März 1996      | Hundfjället    | Schweden | Moguls      |
| 16. Januar 1999   | Steamboat      | USA      | Dual Moguls |
| 21. Februar 1999  | Madarao        | Japan    | Dual Moguls |
| 27. November 1999 | Tandådalen     | Schweden | Dual Moguls |
| 10. Februar 2001  | Iizuna Kōgen   | Japan    | Dual Moguls |
| 14. Dezember 2001 | Steamboat      | USA      | Moguls      |
| 2. März 2003      | Voss           | Norwegen | Dual Moguls |

### Weitere Erfolge
- 3 kanadische Meistertitel (Moguls 1996 und 2002, Dual Moguls 2002)[2]
- 3 Podestplätze im Australia New Zealand Cup